# Skrodzkie
Skrodzkie – wieś w Polsce położona w województwie podlaskim, w powiecie grajewskim, w gminie Rajgród
| SIMC    | Nazwa  | Rodzaj     |
| ------- | ------ | ---------- |
| 0405056 | Tworki | przysiółek |

W latach 1975–1998 miejscowość administracyjnie należała do województwa łomżyńskiego.

## Historia
W okresie międzywojennym w miejscowości stacjonowała placówka Straży Granicznej I linii „Skrodzkie”.